# Théo Grinevald
Pour les articles homonymes, voir Grinevald.
Théodore Joseph, dit Théo Grinevald est un syndicaliste chrétien français, entré, en 1951, au Bureau international du travail (BIT) dans le Service des relations avec les travailleurs, organe de l'Organisation internationale du travail fondée en 1919.

## Biographie
Théo Grinevald est né à Strasbourg le 15 août 1919, mort à Genève le 20 décembre 1975. Il utilisa pour pseudonymes : Kengrin, Albert Lecomte et Joseph Verbois.
Il est tout à la fois : alsacien, père de famille nombreuse, chrétien pratiquant, syndicaliste, européen convaincu, africaniste, internationaliste, mondialiste, fonctionnaire international dans le système des Nations unies, grand lecteur de Péguy puis de Teilhard de Chardin...
Petit-fils du peintre Anselme dit Augustus Grinevald (1819-1875) et fils de Léon Grinevald, rédacteur à la Caisse des assurances sociales d'Alsace-Lorraine et de Lucie Kenzel, sans profession. En tant qu'Alsacien, il a trois langues maternelles : l'allemand, le français et l'alsacien. Il y ajoutera l'anglais et un peu d'espagnol et d'italien.
Orphelin de père à 7 ans, il doit exercer divers métiers pour vivre. Il entre au secrétariat de l'hôpital universitaire de Strasbourg alors transféré à la cité-sanitaire de Clairvivre, dès septembre 1939, il passe sa capacité en droit en 1942 à Clermont-Ferrand.
Alors qu'il est au Sanatorium de Saint-Hilaire du Touvet (Isère), il rencontre et épouse en 1942 Madeleine Célestine Promonet (Auboué, 27 novembre 1919-Genève, 13 juin 2014), alors assistante sociale du groupement des réfugiés et exilés alsaciens-lorrains de l'Isère. Ils auront 7 enfants. Au lendemain de la Seconde Guerre mondiale, Théo Grinevald fut l'un des artisans du mouvement syndical international.
À la libération, il retourne à Strasbourg et milite au sein de la Confédération Française des Travailleurs Chrétiens (CFTC). En mai 1947, appelé par Gaston Tessier, président de la CFTC, il vient à Paris et devient secrétaire général de la Fédération générale de la fonction publique, et de la Fédération internationale de la fonction publique. En 1949, fonde et anime comme secrétaire général le Mouvement des travailleurs chrétiens pour l'Europe (MTCE). C'est en 1951 que Gaston Tessier lui demande d'accepter le poste de collaborateur au service des relations avec les travailleurs au Bureau International du Travail à Genève, siège de l'Organisation Internationale du Travail (OIT/ILO). Par la suite il deviendra conseiller auprès du Directeur général.

Il est le premier fonctionnaire du BIT à se rendre à l'Est, au Conseil de la Fédération Syndicale Mondiale à Berlin (novembre 1951). Dans le cadre du BIT, il fait de nombreux voyages dans les pays d'Afrique et d'Asie.

Européen convaincu, il défend une fonction publique internationale et milite pour la formation continue des travailleurs.
Membre de la Commission suisse « Justice et Paix ».

Membre à Paris des Amitiés Charles Péguy, il travailla à une étude sur Péguy et l'Alsace.
La lecture des œuvres de Pierre Teilhard de Chardin par Théo G. ne commence que vers le milieu des années 1960, et c'est son fils aîné Jacques Grinevald, alors élève du Collège Jésuite de Dôle, qui lui communique cet enthousiasme porté aussi par les controverses qui entourent la figure de ce savant Jésuite et la publication de ses œuvres posthumes (à ne pas confondre avec ses travaux proprement scientifiques dans le domaine de la géologie et de la paléoanthropologie).

Les intellectuels chrétiens qui découvraient l'importance de l'Évolution et de ce que Teilhard appelait la planétisation de l'espèce humaine. C'était aussi pour eux une manière de dialoguer avec certains marxistes.

Théo Grinevald fut un membre actif de l'association des Amis de Pierre Teilhard de Chardin. Il rédige plusieurs textes concernant la pensée teilhardienne sur le monde du travail, la socialisation et l’internationalisme. Sa mort prématurée ne lui permet pas de terminer l’ouvrage qu’il avait en chantier consacré à Teilhard de Chardin et les travailleurs. Le manuscrit de son Teilhard a-t-il un message pour les travailleurs ? comprend 272 folios, est inédit.
Il collabora sous le pseudonyme d'Albert Lecomte à la revue des jésuites de l'Action populaire, actuellement la revue Projet.

## Œuvre
- Invitation à la paix. Texte de Kengrin (Théo Grinevald). [Périgueux, décembre 1943.] In-16, 16 p. (Tirage à 300 exemplaires[2].)
- « Péguy : "Halévy et moi, nous sommes amis…" », Journal de Genève, 24-25 février 1962. Cité en bibliographie par Sébastien Laurent, Daniel Halévy, 2001.
- Le syndicalisme européen et son impact Outre-Mer : rapport soumis à la conference européenne de la Culture « L’Europe et le monde », Bâle, 1964. International Labour Office, BIT, 1964, 36 p.
- « Témoignage sur Albert Schweitzer : 'Un rationaliste du XVIIIe siècle », Le Courrier, Genève, n° 211, vendredi 10 septembre 1965, p.1 et errata p.5 du numéro du mardi 14 septembre 1965.

Plusieurs articles dans Revue de l'Action populaire (actuelle revue Projet), sous le nom d'Albert Lecomte :
- Albert Lecomte, « Forces et incertitudes du syndicalisme chrétien en Afrique noire », in Revue de l’Action Populaire, n°117, avril 1958, p. 449-459.
- Albert Lecomte, « Le panafricanisme syndical » in Revue de l’Action Populaire, n°137, avril 1960, p. 441-452.
- Albert Lecomte, « Où en est le panafricanisme syndical ? » in Revue de l’Action Populaire, n°147, avril 1961, p. 427-441
- Albert Lecomte, « Les voies du panafricanisme syndical » in Revue de l’Action Populaire, n°159, juin 1962, p. 673-689.
- Albert Lecomte, « Liberté syndicale et panafricanisme » in Revue de l’Action Populaire, n°174, janvier 1964 p. 101-117.

Acticles dans le journal Syndicalisme, organe des syndicats chrétiens de la Suisse romande, signés T.G. ou Théo Grinevald dont voici les titres : 
- « Lecture (utile) de vacances. Mai 68 : une révolution. » Syndicalisme, sixième année, no 29, jeudi 8 août 1968, p. 1-2.
- « Lecture (utile) de vacances. (2) L’Homme unidimensionnel. » Syndicalisme, sixième année, no 30, jeudi 29 août 1968, p. 1 et 6.
- « Lecture (utile) de vacances. (3) La catastrophe de la libération ? » Syndicalisme, sixième année, no 31, jeudi 5 septembre 1968, p. 1 et 6.
- « Lecture (utile) de vacances. (4) L’imagination viendra-t-elle au pouvoir ? » Syndicalisme, no 32, jeudi 12 septembre 1968, p. 1 et 6.
- « Lecture (utile) de vacances. (5) Le syndicalisme de l’espérance. » Syndicalisme, no 34, jeudi 26 septembre 1968, p. 1.
- « A propos de Teilhard de Chardin. » Syndicalisme, cinquième année, no 1, jeudi 12 janvier 1967, p. 2.
- « Teilhard de Chardin a-t-il un message pour les travailleurs de la terre. » Syndicalisme, 7e année, no 18, jeudi 28 septembre 1974, p. 2.